# Samuel Hickson
Samuel Hickson (fl. XIX secolo) è stato un calciatore e allenatore di calcio inglese, di ruolo attaccante.
Primo capocannoniere nella storia del campionato belga, ha vinto tre titoli con il Liegi, tra cui la prima edizione del torneo nazionale (1896) da giocatore-allenatore, quindi anche le edizioni 1897 e 1899 da giocatore. Capocannoniere anche nel 1896, nel 1903 smise di giocare con il Liegi.

## Palmarès

### Giocatore

#### Club
- Campionato belga: 3

RFC Liegi: 1895-1896, 1896-1897, 1898-1899

#### Individuale
- Capocannoniere del campionato belga: 2

1895-1896, 1895-1896

### Allenatore
- Campionato belga: 1

RFC Liegi: 1895-1896